# Taça de Honra da AF Lisboa de 2013 (1ª Divisão)
A Taça de Honra da 1ª Divisão da AF Lisboa de 2013 foi a 1ª edição da  Taça de Honra da 1ª Divisão da AF Lisboa desde o século XXI. O Sporting venceu o Estoril na final e assim venceu a competição pela 30ª vez.

## Transmissões televisivas
Os jogos foram transmitidos na RTP 1 e na RTP Informação.

## Meias-finais
| Casa    | Resultado | Fora       |
| ------- | --------- | ---------- |
| Estoril | 4 – 0     | Belenenses |
| Benfica | 1 – 2     | Sporting   |

## Luta pelo 3º lugar
| 21 de julho de 2013 | Belenenses | 0 – 0 ap | Benfica |  |
| 18:30 UTC           |            |          |         |  |

|  |       | Penalidades |
|  | 5 – 6 |             |

## Final
| 21 de julho de 2013 | Estoril                                       | 3 – 3 ap | Sporting                           |  |
| 21:30 UTC           | Rúben Fernandes 27' · Carlitos 33' · Sebá 56' |          | Betinho 2' 78' · Iuri Medeiros 83' |  |

|  |       | Penalidades |
|  | 6 – 7 |             |